# 猶斯定·方濟各·里加利
猶斯定·方濟各·里加利（英語：Justin Francis Rigali；1935年4月19日—）是美國籍天主教枢机及天主教費城總教區荣休总主教。
里加利於1935年4月19日在美国洛杉矶出生。雅各伯·方濟各·麥金泰厄樞機於1961年4月25日將他晋铎，教宗若望保祿二世於1985年9月14日將他晋牧。他於1994年至2003年间曾任天主教聖路易斯總教區总主教，2003年7月15日起出任天主教費城總教區总主教。若望保禄二世於2003年10月21日將他擢升为司鐸級枢机，領羅馬聖普利斯加堂區司鐸銜。他於2011年7月19日荣休，總主教一職由嘉祿·若瑟·查普特接任。

## 牧徽

猶斯定·方濟各·里加利枢机牧徽